# كوبا (نيويورك)
كوبا (بالإنجليزية: Cuba, New York)‏ هي بلدة أمريكية تقع في الولايات المتحدة في مقاطعة ألليغاني، نيويورك. يقدر عدد سكانها بـ 3,243 نسمة .

## أعلام
- كورا إل. في. سكوت
- تشارلز إنغلز